# Copelatus blatchleyi
Copelatus blatchleyi es una especie de escarabajo buceador del género Copelatus, de la subfamilia Copelatinae, en la familia Dytiscidae. Fue descrito por Young en 1953.